# トマシュ・ヨドウォヴィエツ
トマシュ・ヨドウォヴィエツ（ポーランド語: Tomasz Jodłowiec, 1985年9月8日 - ）は、ポーランド・シロンスク県ジヴィエツ出身のサッカー選手。ポーランド代表。GKSピアスト・グリヴィツェ所属。ポジションはミッドフィールダー（守備的ミッドフィールダー）。

## 経歴

### クラブ
ヨドウォヴィエツは2004年にヴィジェフ・ウッチでプロ選手としてのキャリアを開始し、いくつかのクラブを経て2006年7月にディスコボリア・グロヂスク・ヴィエルコポルスキへ移籍。同年7月28日に行われたヴィジェフ・ウッチ戦でエクストラクラサデビューを果たした。2008年、ディスコボリアがポロニア・ワルシャワと合併したため、同クラブに移籍。同年8月にセリエAのSSCナポリから獲得のオファーを受けたが、時期尚早という理由で移籍を断った。
2012年7月31日、シロンスク・ヴロツワフと2年契約を結んだが、翌2013年2月19日にレギア・ワルシャワと4年契約を結んだ。
2013年2月19日、2017年6月に満了する予定のレギアとの契約期間を2年延長する契約を結んだ。
2018年1月、ピアスト・グリヴィツェへ期限付き移籍をした。契約期間は2017-18シーズン終了時までで、両クラブの合意があれば契約期間を半年延長するオプションもある。

### 代表
ポーランド代表としては2008年10月11日に行われたチェコ代表戦でデビューをした。2012年に地元ポーランドとウクライナで共同開催されたUEFA EURO 2012では代表候補に名を連ねていたが、最終登録メンバーからは外れた。2016年にフランスで開催されたUEFA EURO 2016では代表入りを果たすと、グループリーグ第3戦のウクライナ代表戦での先発出場を含む全5試合に出場した。

## 個人記録

### 代表での成績
出典
| ポーランド代表 | 国際Aマッチ | 国際Aマッチ |
| 年             | 出場        | 得点        |
| -------------- | ----------- | ----------- |
| 2008           | 3           | 0           |
| 2009           | 2           | 0           |
| 2010           | 9           | 0           |
| 2011           | 10          | 0           |
| 2012           | 2           | 0           |
| 2013           | 3           | 0           |
| 2014           | 6           | 0           |
| 2015           | 5           | 1           |
| 2016           | 9           | 0           |
| 合計           | 49          | 1           |

### 代表での得点
出典
| # | 開催日         | 開催地                 | 対戦国 | 結果 | 大会     |
| - | -------------- | ---------------------- | ------ | ---- | -------- |
| 1 | 2015年11月17日 | ポーランド、ヴロツワフ | チェコ | 3-1  | 親善試合 |

## タイトル
レギア・ワルシャワ
- エクストラクラサ：2012-13, 2013-14, 2015-16
- ポーランド・カップ：2012-13, 2014-15, 2015-16